# Museo Hendrik Christian Andersen
Il Museo Hendrik Christian Andersen è sito in Via Pasquale Stanislao Mancini 20 nel quartiere Flaminio a Roma. 
Di proprietà statale, dal dicembre 2014 il Ministero per i beni e le attività culturali lo ha gestito tramite il Polo museale del Lazio, e dal dicembre 2019 attraverso la Direzione Musei statali di Roma.

## Storia
Nel 1913 l'urbanista e scultore Hendrik Christian Andersen, insieme all'architetto Ernest Hébrard, pubblica un libro, "Creation of a World Centre of Communications" (nella versione francese Création d'un Centre International de Communications) su un progetto di una città mondiale, nata da una idea di Andersen. L'urbanista affermava: "Vorrei fondare una grande e nuova città internazionale ove i più grandi eventi della civiltà umana si concentrino radunati da ogni luogo del mondo per riversarle, coordinate e diretti, in torrenti apportatori di progresso nel mondo intero". Delle copie di questo volume vennero inviate ai capi di stato, istituti culturali è personalità di tutto il mondo note per il loro impegno di globalizzazione. 
La planimetria di questa città era a scacchiera e di forma anulare. Lungo un asse vi erano dei luoghi monumentali: il "Centro Olimpico", il "Centro Artistico" ed il "Centro Internazionale", ovverosia le tre più alte manifestazioni simboliche della potenza fisica, dello spirito creativo e della mente. 
- Il "Centro Olimpico" era  affiancato dalle scuole di cultura fisica o Ginnasi e dall'Anfiteatro Nautico. Sul mare c'era il Natatorium, al cui ingresso vi erano due statue raffiguranti dei nudi.
- Il "Centro Artistico" era composto dai seguenti edifici: Palazzo delle Belle Arti, sito nell'omonima piazza, l'Auditorium, delle aule per le esposizioni temporanee, le Gallerie per l'arte antica e moderna, il conservatorio per la musica e di Arte drammatica, la scuola di Belle Arti, la Biblioteca d'Arte, il museo dei Modelli il Teatro Floreale, la Scuola di Pittura all'aperto, il Museo di Storia Naturale, il Giardino Botanico ed il Giardino Zoologico. Di fronte al Palazzo delle Belle Arti era posta la Fontana della Vita, composta da una complessa platea di terrazze, emicicli, scalee e bacini con monumentali sculture che rappresentavano le varie fasi del giorno ed i temi dell'Amore, della Fratellanza, della Gioia di Vivere e del Progresso.
- Dopo i Centri olimpico e artistico c'era il Viale delle Nazioni, con i Palazzi delle Nazioni, che finisceva nel "Centro Scientifico" con la Piazza dei Congressi. Nel "Centro Scientifico" c'era la Torre del Progresso alta oltre trecento metri, nei cui scantinati c'era la Stamperia universale. Inoltre, nel "Centro Scientifico" c'erano il Tempio delle Religioni, la Corte di Giustizia, la Biblioteca, la Banca Internazionale, il Palazzo Amministrativo, il Palazzo delle Poste e la Stazione Centrale.

Al momento della progettazione doveva rimanere segreta la locazione, anche se le topografie richiamavano alcune località del Belgio, della Francia, della Svizzera e della zona sud di Roma presso Fiumicino. Al di fuori della progettazione attualmente non ne rimane nulla. Tuttavia nel 1926 Mussolini assicurò la disponibilità dei luoghi di Fiumicino, ma nel 1938 con la progettazione dell'EUR Andersen voleva rivendicare la creazione di una città satellite che da Roma si sarebbe dovuta espandere verso il mare.
Alla sua morte, avvenuta nel 1940, Andersen lasciò allo stato il suo studio-abitazione del quartiere Flaminio e la sua collezione di statue, scolpite per il  progetto del Centro. Tuttavia, solo dopo la morte di Lucia Andersen, avvenuta nel 1978 incomincia la vita pubblica dell'edificio. Dapprima l'edificio fu del Genio Civile, indi della Soprintendenza ai Monumenti. In seguito la Galleria nazionale d'arte moderna e contemporanea ne ha in affido la tutela delle raccolte e anche dello stabile composto da un seminterrato-deposito, il piano terra con i due saloni-atelier in cui sono esposti le sculture dell'artista, il primo piano con terrazzo più altri due piani di abitazione.

## Descrizione

### Orario d'apertura
9.30 - 19:30 (ingresso fino alle 18:45). Biglietti € 6 INTERO
€ 2 RIDOTTO (cittadini dell'Unione Europea 18-25 anni)
GRATUITO (under 18, prima domenica del mese e altre gratuità di legge ai sensi del DM 507/1997 https://www.beniculturali.it/agevolazioni). Chiuso tutti i lunedì, il 1º gennaio, il 1º maggio ed il 25 dicembre.

### Il palazzo
Il palazzo fu costruito tra il 1922 ed il 1925 mediante un progetto disegnato dallo stesso Andersen. Il tipo dell'edificio è dello stile "palazzina con annesso studio di scultura". I prospetti sono in stile neorinascimentale con motivi richiamanti gli affetti legati ad Andersen tra cui delle figure a forma di teste che ritraggono i familiari sui prospetti su Via Mancini e Via Pisanelli.

### Il piano terra

#### Galleria d'immagini
È una vasta sala con il pavimento alla veneziana, soffitto a cassettoni realizzati in stucco. La sala consta di grandi finestre che danno su Via Mancini e Via Pisanelli. La sala, anticamente, era la sala di rappresentanza ove Andersen mostrava le opere ultimate o illustrare il suo progetto di Città Mondiale con dei disegni in cornice di noce tuttora conservati lungo le pareti. Una foto d'epoca mostra Rabindranath Tagore insieme al figlio in visita ad Andersen nel 1926. La sala consta di alcuni arredi di casa Andersen tra cui delle poltrone in legno, paglia e velluto rosso ed una scrivania in noce con la relativa poltrona di raso color cremisi. Su di un tavolo vi è una copia del libro "Creation of a World Centre of Communication" (In italiano "Creazione del Centro Mondiale della comunicazione").
Le opere esposte in questa sala sono:

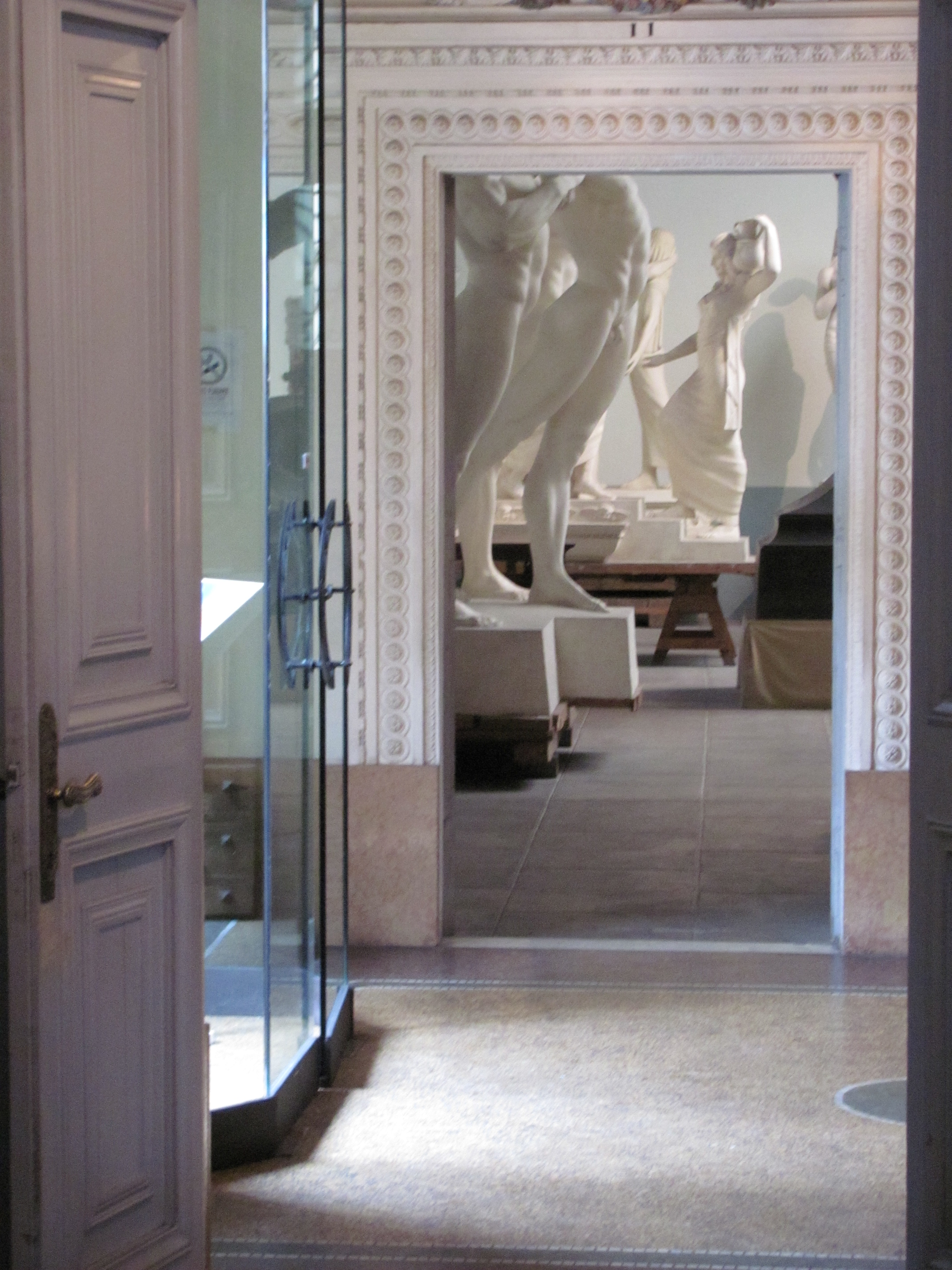
Ingresso del museo Hendrik Ch. Andersen

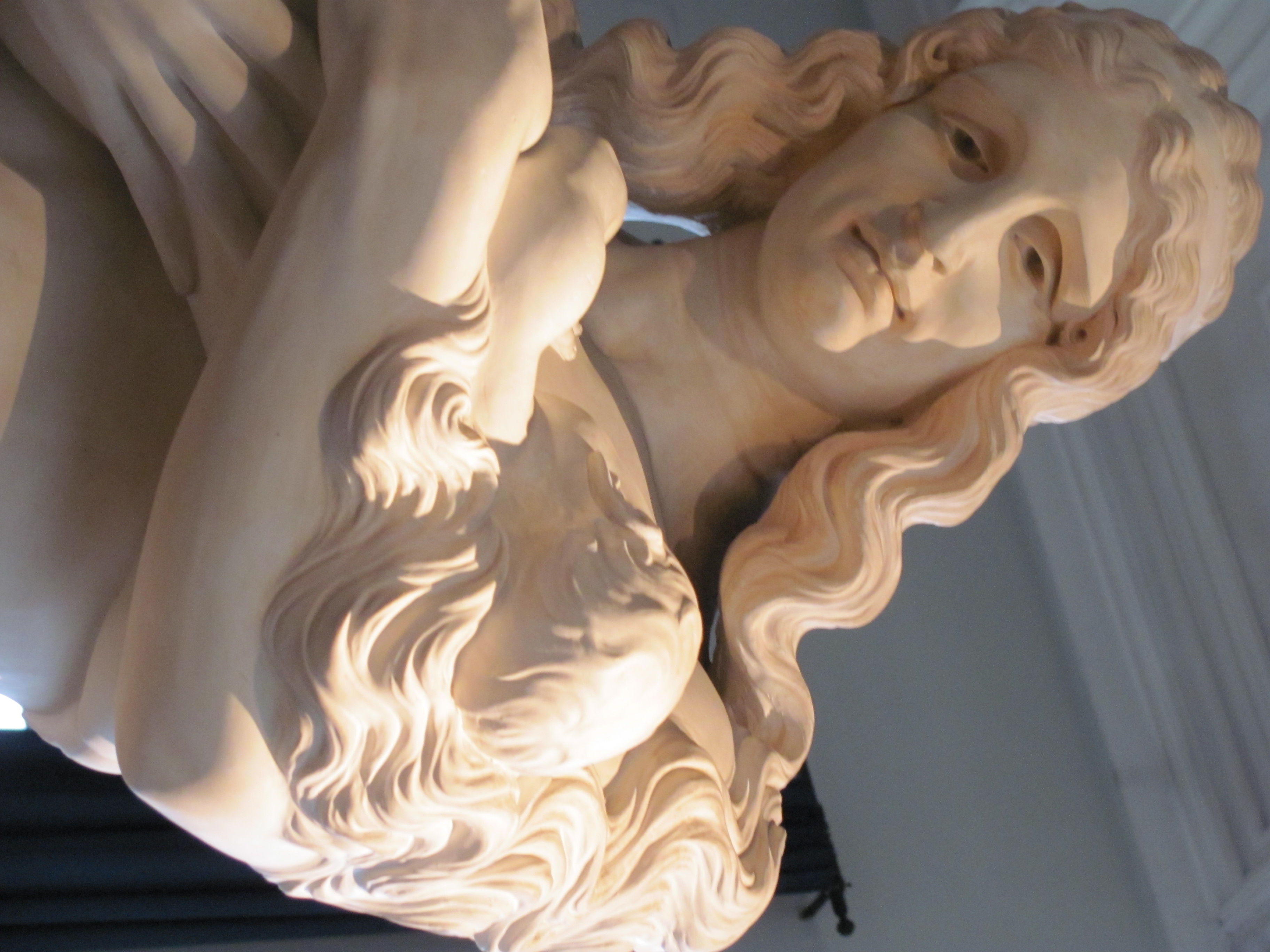
L'abbraccio della madre

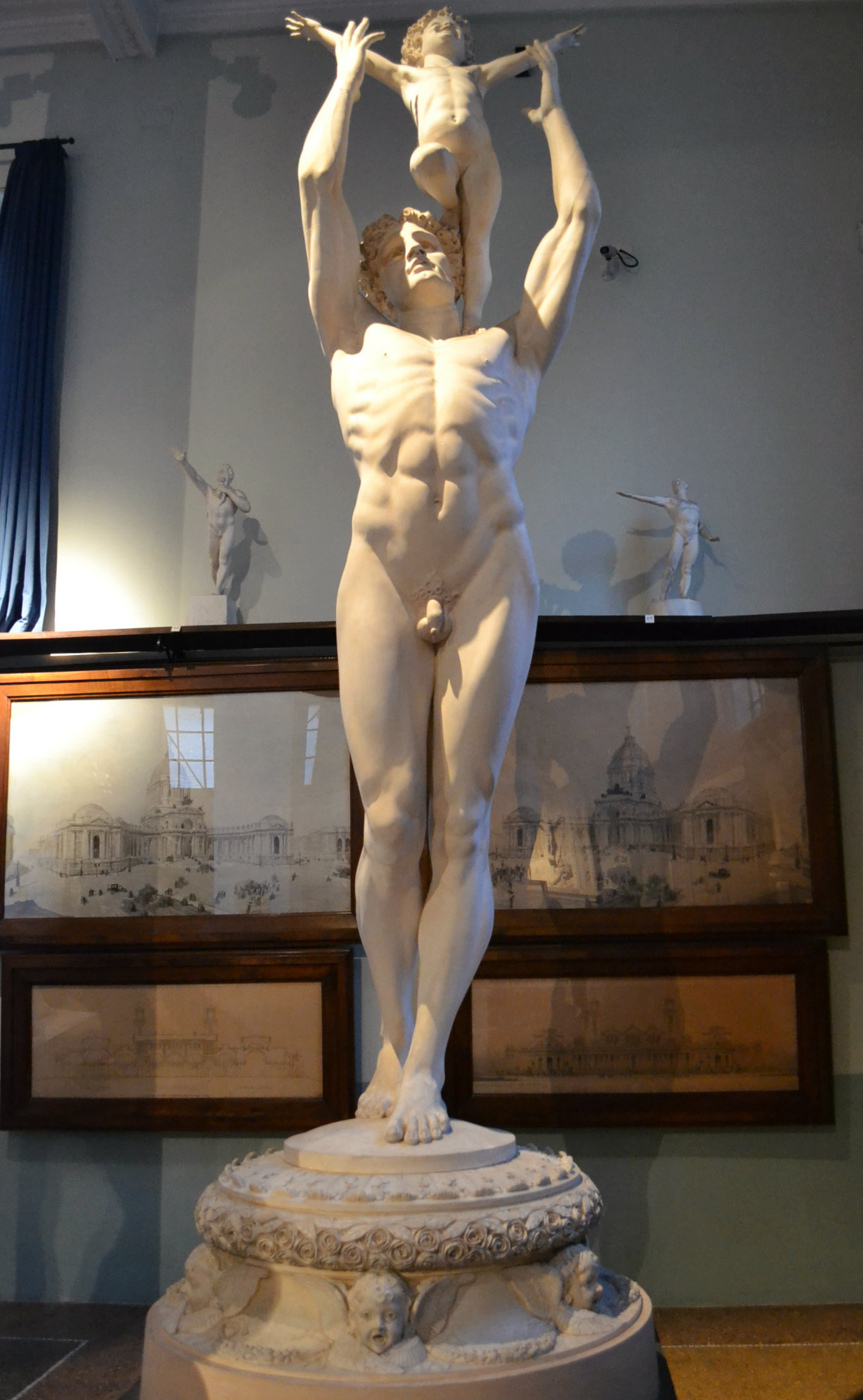
Uomo con bambina sulle spalle

| Nome opera                                                                                          | Data realizzazione | Materiale usato                                                     | Descrizione, storia ed eventuali cenni sui personaggi raffigurati |
| --------------------------------------------------------------------------------------------------- | ------------------ | ------------------------------------------------------------------- | --- |
| Nudo femminile con sfera                                                                            | 1910 circa         |                                                                     | |
| La Fama che incorona Venere                                                                         | 1917               | Olio su tela con cornice in stucco policromo                        | È stato realizzato a Capri |
| Uomo e donna abbracciati (Il bacio)                                                                 | 1910-1911          | Gesso                                                               | |
| Busto di Henry James                                                                                | 1907               | Gesso                                                               | James incontrò Andersen a Roma nella casa degli Howe-Elliott nel Palazzo Rusticucci nel rione Borgo. Da lì nacque una profonda amicizia che sfociò in una lunga corrispondenza. James fu ritratto da Andersen nel suo breve soggiorno romano nel 1907 |
| Olivia Cushing                                                                                      | 1910               | Marmo colorato                                                      | Olivia è la cognata di Andersen |
| Il conte Alberto Bevilacqua Lazise Nocarola                                                         | 1896 circa         | Terracotta                                                          | Trattasi di giovane che frequentava lo studio Andersen di Via Margutta. Fu ritratto in un disegno ed in un busto di terracotta |
| Trionfo di Washington e La Fayette                                                                  | 1905,              | Bronzo                                                              | Fu presentato all'Esposizione nazionale del 1911 |
| Il Giorno                                                                                           | 1904-1908          | Bronzo                                                              | La statua faceva parte della "Fontana della Vita" che domina il Centro Artistico del Centro Mondiale della Vita. Fu esposto all'Esposizione Internazionale di Roma del 1911.                                                                          |
| Amore (o Il Bacio)                                                                                  | 1906               | Bronzo                                                              | Faceva parte della "Fontana della Vita". Del risultato della fusione Andersen rimase insoddisfatto |
| Gruppo allegorico (Uomo con due bambine poste su dei globi)                                         | 1916               | Gesso                                                               | |
| La Preghiera                                                                                        | 1916               | Bronzo                                                              | Anch'essa fu realizzata per la "Fontana della Vita" |
| Maternità                                                                                           | 1915               | Gesso                                                               | |
| La gioia di vivere (La famiglia)                                                                    | 1907               | Bronzo                                                              | Anch'essa faceva parte della "Fontana della Vita" |
| Il Passo (o Fratellanza)                                                                            | 1900 circa         | Bronzo                                                              | Anch'esso faceva parte della "Fontana della Vita". Fu esposto all'Esposizione Internazionale di Roma del 1911 |
| Giacobbe e l'Angelo                                                                                 | 1910               | Bronzo                                                              | Fu esposto all'Esposizione Internazionale di Roma del 1911. È una versione ridotta del gruppo in gesso che non fu fuso in bronzo |
| La Guerra                                                                                           | 1916               | Gesso                                                               | |
| L'Onda                                                                                              | 1911-12            | Gesso                                                               | |
| Nudo femminile danzante con putto                                                                   | 1912               | Gesso                                                               | |
| Julia Ward Howe                                                                                     | 1898 circa         | Terracotta                                                          | Andersen ritrasse la Ward Howe in tarda età quando era ospite della figlia Maud Howe |
| Mart (La figlia della Portiera)                                                                     | 1896               | Terracotta policroma                                                | |
| San Giorgio e il drago                                                                              | 1900 circa         | Terracotta                                                          | |
| Flora Whitney                                                                                       | 1900 circa         | Terracotta                                                          | Andersen diede lezioni di scultura quando lui stesso permase a New York nel 1900 |
| La Gioia di Vivere                                                                                  | 1910               | Gesso                                                               | Anche quest'opera faceva parte della "Fontana della Vita" |
| Fontana dei putti danzanti (o Primavera)                                                            | 1917               | Gesso                                                               | |
| Uomo con bambina sulle spalle                                                                       | 1916-1917          | Gesso                                                               | |
| Umberto Nobile                                                                                      | 1928               | Gesso                                                               | Fra Nobile ed Andersen vi fu una fitta corrispondenza |
| Ritratto di Lily                                                                                    | 1913               | Terracotta                                                          | Lily era la figlia di Howard Cushing ed Ethel Cochrane. Anderson ritrasse la bambina durante un soggiorno a Roma della famiglia Cushing nel biennio 1912-1913                                                                                         |
| Maria Teresa Malvezzi                                                                               | 1916               | Terracotta policroma                                                | La ragazzina fu ritratta da Andersen durante uno dei suoi soggiorni estivi a Saltino-Vallombrona |
| Beatrice (La modella Ada)                                                                           | 1899               | Terracotta policroma                                                | |
| Il Concordato                                                                                       | 1929               | Gesso                                                               | Fu realizzato per il Concordato tra Stato italiano e Chiesa del medesimo anno tra Mussolini e Pio XI |
| Plastico di Palazzo Amministrativo per il Centro Scientifico del "Centro Mondiale di Comunicazione" | 1912               | Gesso                                                               | |
| Andreas M. Andersen                                                                                 | 1900               | Bronzo e lapislazzuli                                               | Andreas era il fratello maggiore di Hendrik, i suoi quadri vengono presentati periodicamente nelle sale del museo |
| L'Angelo della Vita (o Vita Eterna)                                                                 | 1907               | Bronzo                                                              | È una versione rimpicciolita del bronzo dedicato al fratello Andreas per la tomba del Cimitero acattolico di Roma. Una versione in gesso fu esposta nell'atrio del Palazzo delle Belle Arti all'Esposizione Internazionale di Roma del 1911.          |
| Helene Momsen                                                                                       | 1910               | Marmo colorato                                                      | Helene è la madre di Andersen |
| Andreas M. Andersen                                                                                 | 1911               | Bronzo e marmo                                                      | |
| La Sacra Famiglia e La Pietà                                                                        | 1933               | Entrambe sono in gesso                                              | I due gruppi erano posti nella Fontana di Dio insieme ad altro quattro gruppi di Cristo siti nello Studio |
| Il Calvario                                                                                         | 1920 circa         | Gesso                                                               | Ai lati dell'altare e delle nicchie vi sono delle figure rappresentanti santi e profeti. È dedicato alla cognata ed alla madre |
| Amore                                                                                               | 1926               | Gesso, conglomerato cementizio policromo con mosaico e lamina d'oro | Trattasi di due bassorilievi raffiguranti la madre, la sorella adottiva, Hendrik e la cognata |
| La Sirenetta                                                                                        | 1920               | Gesso policromo                                                     | |
| La Maternità                                                                                        | 1916               | Gesso                                                               | |
| Atleta con putti nelle mani                                                                         | 1916               | Gesso                                                               | |
| Amore e Psiche                                                                                      | 1920               | Gesso policromo                                                     | |
| Nudo maschile con putti nelle mani                                                                  | 1915               | Gesso                                                               | |

Nella mensola tutto intorno alle pareti sono posti questi bozzetti e piccole sculture in bronzo:
| Nome opera                                                                      | Data realizzazione | Materiale usato                                 |
| ------------------------------------------------------------------------------- | ------------------ | ----------------------------------------------- |
| Nudo di donna che sorregge un putto                                             | 1910 circa         | Gesso                                           |
| Il giocatore di pallone                                                         | 1910 circa         | Gesso patinato                                  |
| Atleta                                                                          | 1910 circa         | Gesso                                           |
| 2 statue raffiguranti Colossi all'ingresso del "Centro Internazionale Mondiale" | 1912               | Una in bronzo e l'altra in gesso e lamina d'oro |
| Nudo femminile con due putti sulle braccia                                      | 1917               | Gesso                                           |
| La Vittoria                                                                     | 1910-1911          | Gesso patinato verde e oro                      |
| La Maddalena (Furia)                                                            | 1910               | Gesso patinato policromo                        |
| La Gioia di Vivere                                                              | 1907               | Gesso patinato                                  |
| La Vittoria                                                                     | 1910 circa         | Gesso patinato verde                            |
| Il giocatore di pallone                                                         | 1910               | Bronzo                                          |
| La Gioia di Vivere                                                              | 1907               | Bronzo                                          |
| Nudo di donna danzante con putto sulla spalla                                   | 1915 circa         | Gesso                                           |
| Nudo di donna danzante con putti nelle mani                                     | 1915 circa         | Gesso                                           |
| Atleta con putto                                                                | 1910 circa         | Gesso                                           |
| La vittoria                                                                     | 1910 circa         | Gesso                                           |
| Cavallo al passo                                                                | 1905 circa         | Gesso                                           |
| Cavallo rampante                                                                | 1905 circa         | Gesso                                           |
| La Vittoria                                                                     | 1910 circa         | Gesso                                           |
| Allegoria                                                                       | 1918 circa         | Gesso                                           |

Di fronte alla porta della galleria vi è un'opera di Ynka Shonibare dal titolo Henry James ed Hendrik C. Andersen consistente in due manichini acefali con vestiti in tessuto stampato realizzato per il museo nella sua prima personale italiana ed in seguito acquistato dal museo. Sulle pareti inoltre vi sono 34 progetti di Andersen e di Ernest Hébrard per il Centro Mondiale di Comunicazione.

#### Lo Studio
Questa sala era il laboratorio per la realizzazione delle opere di Andersen. Il soffitto consta di grande lucernario. Sulla parete di sinistra vi è un armadio con gli strumenti di lavoro dello scultore.
Le opere in questa sala sono:
| Nome opera                                                                                             | Data realizzazione | Materiale usato   | Descrizione, storia ed eventuali cenni sui personaggi raffigurati |
| --- | ------------------ | ----------------- | --- |
| Tre atleti cantori                                                                                     | 1914               | Gesso             | Il gruppo comprende, oltre alle figure degli atleti cantori anche delle figure femminili danzanti con le mani intrecciate |
| L'Angelo della vita (o Vita Eterna)                                                                    | 1912               | Bronzo            | È dedicato al fratello Andreas. Il bronzo venne fuso a Geislingen in Germania ed esposto al Salon di Parigi nel 1914 prima di giungere a Roma. Inizialmente era destinato al cimitero di Mount Auburn di Cambridge ma fu poi collocato al cimitero acattolico della Piramide Cestia di Roma. Nel 1933 fu rimosso dalla tomba per gravi lesioni e mai più ricollocato nella sua sede funeraria. Rimase per anni in uno stato di abbandono per essere portato a Villa Helene nel 1947 |
| Il Giocatore di Pallone                                                                                | 1910-1911          | Gesso             | Per la statua fu utilizzato Giulio Mazzoni come modello |
| Nudo femminile e nudo maschile su cavalli impennati, nell'atto di sollevare un bambino                 | 1915-1916          | Gesso             | |
| La Protezione                                                                                          | 1915               | Gesso             | |
| La Notte                                                                                               | 1904-1911          | Gesso             | Fu utilizzata per la "Fontana della Vita" |
| Amore                                                                                                  | 1911               | Gesso             | Fu utilizzata per la "Fontana della Vita" |
| Il progresso dell'Umanità                                                                              | 1911-1918          | Gesso             | Fu utilizzata per la "Fontana della Vita" |
| Le Nozze dei Centauri                                                                                  | 1928               | Gesso             | |
| La Sera                                                                                                | 1907-1909          | Gesso             | Fu utilizzata per la "Fontana della Vita" |
| 3 nudi femminili danzanti                                                                              | 1911, 1916         | Gesso             | Per le tre statue aveva posato la sorella adottiva di Andersen |
| Donna ed uomo su cavalli con sulle spalle due bambini                                                  | 1905-1907          | Gesso             | Le due statue furono utilizzate per la "Fontana della Vita" |
| Il Mattino                                                                                             | 1907-1910          | Gesso             | Fu utilizzata per la "Fontana della Vita" |
| Il Bacio                                                                                               | 1910 circa         | Gesso             | |
| Giacobbe e l'Angelo                                                                                    | 1909-1911          | Gesso             | |
| Ingresso di Cristo in Gerusalemme", "Battesimo di Cristo", "Bacio di Giuda" e "Cristo e la Samaritana" | 1933               | Gesso             | Trattasi di quattro dei sei gruppi per la "Fontana di Dio". Le altre due statue sono nella Galleria |
| Modello per la tomba della famiglia Andersen al cimitero acattolico presso la Piramide Cestia          | 1918-1919          | Gesso             | La tomba, realizzata subito dopo la morte della cognata, oltre alle spoglie della cognata stessa accoglie la madre ed il fratello. La tomba è stata recentemente restaurata. Al suo interno vi sono delle decorazioni policrome ed in bronzo dorato. La cupola consta di mosaico |
| "Tre atleti cantori" e "Tre nudi di donna danzanti"                                                    | 1914               | Bozzetti in gesso | Questi ultimi due bozzetti sono posti sul tavolo da lavoro dello scultore |

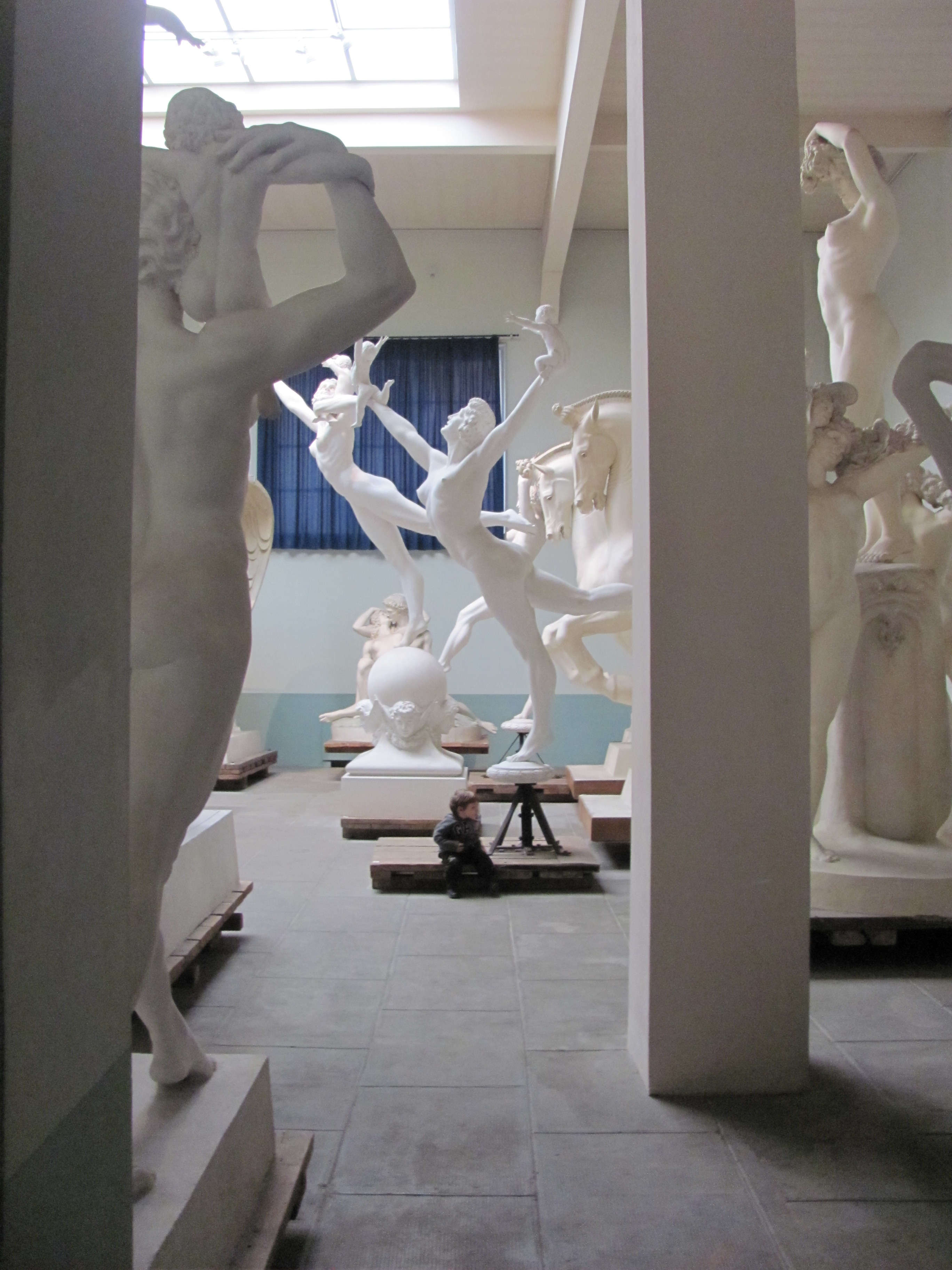
Sala grande del Museo Andersen

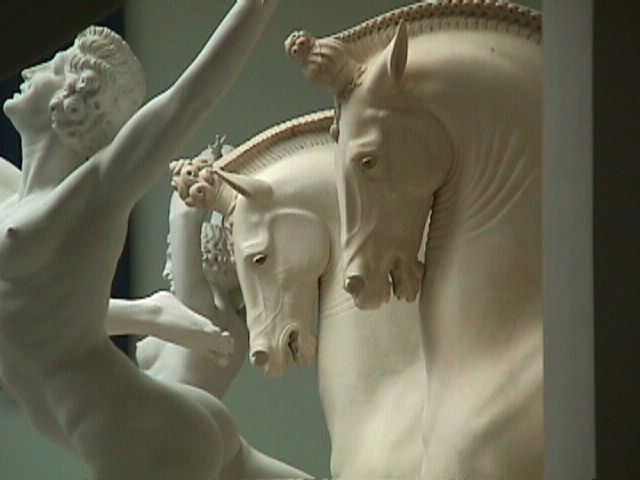
Sala grande del Museo Andersen

Inoltre vi è un ritratto di Hendrik realizzato dal fratello Andreas.

### Passaggio per l'ascensore e scala

#### Passaggio verso l'ascensore
Vi è l'acquarello La Fontana della Vita, 1910 circa, realizzato su cartone.

#### La scala e l'ascensore
Accanto all'ascensore vi è una scultura in bronzo chiamata Amore. In realtà si tratta di una copia che sostituisce l'originale perso che raffigura una danzatrice. Delle decorazioni di stucco rappresentanti delle ghirlande di fiori e frutta in colori tenui sono posti sulla scala che porta al primo piano. Una finestra con i vetri dipinti con il motivo di farfalle immette lo sguardo sullo studio sottostante con le statue.

### Il primo piano
Nel primo piano vi era l'abitazione di Andersen. Nella cornice della porta realizzata con stucco vi è la scritta "World Conscience", nome dato da Andersen per un centro di scopi umanitari. Degli stucchi sono diversi da stanza a stanza con motivi a ghirlande, conchiglie e delfini intrecciati. La zona dei servizi è stata trasformata in Caffè del museo su progetto di Laura Gallucci. Con alcune sale di sosta e di ristoro in cui vi è esposta una mostra fotografica sulla vita di Andersen e di sue conoscenze. Una sala immette nel terrazzo ove si immette il lucernario dello studio di Andersen. La banderuola del terrazzo è a forma di nave sita verso il Tevere con stile tra la caravella di Cristoforo Colombo e un'imbarcazione vichinga.

## Collegamenti
|  | È raggiungibile dalla stazione Piazzale Flaminio. |

Tram
| È raggiungibile dalla fermata Flaminio | del tram 2 |

| È raggiungibile dalla fermata Flaminio | del tram 19 |